# René Giessen
René Giessen, eigentlich Rainer Gernert (* 24. Dezember 1944), ist ein deutscher Musiker, Komponist und Dirigent. Er ist bekannt als Mundharmonikaspieler.

## Leben
Bereits in seiner Kindheit wählte der Waldorfschüler Giessen die Mundharmonika als sein Instrument.
Entdeckt wurde er von dem Dirigenten Rafael Kubelík, auf dessen Rat hin er klassische Klarinette sowie Komposition und Dirigieren an der Hochschule für Musik und Theater München studierte. Nach Tätigkeit als Soloklarinettist in diversen symphonischen Orchestern kehrte er wieder zur Mundharmonika zurück. Für diese entwickelte er ein eigenes Notationssystem, das „happy harmonica - System“, das durch Punkte und Striche anzeigt, wie man durch Ein- und Ausatmen Töne erzeugt. Nach Giessens eigener Aussage kann anhand dieses Systems jeder auch ohne Notenkenntnisse innerhalb kurzer Zeit ein erstes Lied auf der Mundharmonika erlernen. 
Giessen spielte Soloparts mit vielen Orchestern, darunter die Berliner Philharmoniker, die Münchner Philharmoniker, das Symphonieorchester des Bayerischen Rundfunks, die NDR Radiophilharmonie oder das Frankfurter Opern- und Museumsorchester. Er spielt außerdem in Konzerten die bekannten Filmmusiken zu den Winnetou-Filmen der 1960er Jahre. Die Originalmusik wurde jedoch vom Jazzmusiker Johnny Müller eingespielt. 
Giessen behauptet, im Jahre 1968 von einem Münchner Tonstudio angefragt worden zu sein, eine Filmmusik mit seiner Mundharmonika zu verfeinern. Giessen sagte zu und spielte innerhalb von 45 Minuten mehrere Versionen ein. Einige Monate später war er selbst überrascht von der Popularität, die diese Filmmusik erhielt: Es handelte sich um Ennio Morricones Spiel mir das Lied vom Tod. Den Angaben des Filmes zufolge ist jedoch die Melodie, die schließlich im Film zu hören ist, nicht Giessens Version, sondern eine, die von Franco de Gemini eingespielt wurde. Ennio Morricone selbst bestätigte, dass die im Film verwendete Fassung von de Gemini stammt.
Giessen spielt hauptsächlich eine Saxony Chromatik  der Firma C. A. Seydel Söhne. Er lebt in Brandenburg an der Havel.

## Veröffentlichungen

### Als Autor und Pädagoge
Mit seinem Happy-Harmonica-System bildet Giessen auch junge Menschen an der Mundharmonika aus. Dafür hat er auch Schulen herausgegeben. Seine bekanntesten Werke sind:
- Master of Harp, Ama-Verlag, 2004; ISBN 3-899-22005-6
- Super Action für deine Mundharmonika, Ama-Verlag, 2002; ISBN 3-899-22004-8

Im Jahre 2005 gründete er außerdem in seiner Heimat Maierhöfen eine Sommerakademie für hochbegabte Klarinettisten, in der die Klarinette Jahr für Jahr in Beziehung zu anderen Instrumenten gestellt wird.

### Als Komponist (Auswahl)
- Help, Help the Globulinks, gewidmet dem amerikanischen Komponisten Gian Carlo Menotti
- Flötenkonzert The Bird
- Windjammersuite für großes Orchester
- Der Eisenhans, sinfonische Dichtung für großes Orchester
- Violinkonzert Jennysey Concerto
- Rhapsodie für Klarinette und Streichorchester Mandragora.